# Chrysops croceus
Chrysops croceus är en tvåvingeart som beskrevs av Seguy 1950. Chrysops croceus ingår i släktet Chrysops och familjen bromsar.
Artens utbredningsområde är Madagaskar. Inga underarter finns listade i Catalogue of Life.